# Aluette
A aluette, o jogo da vaca ou a vaca é um jogo de cartas jogado no oeste da França.
É um jogo de cartas com vazas, jogado por quatro pessoas - dois contra dois - com quarenta e oito cartas para naipes espanhóis. É jogado com sinais codificados, que permitem aos companheiros de equipe comunicar informações sobre suas cartas durante o jogo.
Na forma escrita se usa "jogar à aluette ", porém na forma oral comumente se diz "jogar (à) vaca". Vaca é referência ao nome de uma das cartas do jogo: o dois de copas.

## Origens e evolução

### Etimologia
A forma mais antiga da palavra "aluette" é "luette", cuja origem permanece incerta. Um "jogo das luettes»É citado três vezes por Rabelais em sua obra: uma primeira vez em Pantagruel  (1532) depois em Gargantua  (1534), finalmente no Quinto livro (que só é atribuído a Rabelais), no capítulo 22 (1564)  sem qu 'é possível determinar inequivocamente que este é o baralho de cartas. E tanto mais que o dicionário Francês-Inglês de Randle Cotgrave (1611) , muito atento ao vocabulário rabelaisiano, indica, para a palavra "luettes": "Um pequeno pacote de pedaços de 'marfim' lançados soltos sobre uma mesa; a jogada é pegar um sem sacudir o resto, ou então o tomador perde".
A evolução por meta-análise de "la luette" teria então dado "l'aluette", e explicações como"alouette" ou "sans luette"- usar os sinais silenciaria o jogo, o que é errado - não parece ser plausível.
O Code des Jeux  indica: "O jogo d'aluette deve seu nome ao particípio celta al luet, o enganado". Mas o autor Claude Aveline não menciona nenhuma referência para apoiar essa hipótese.

### Cartas
As cartas utilizadas são as cartas de naipes espanhóis, pois eram feitos em Thiers, na Auvergne, até o século XVII, para o mercado espanhol. Os naipes espanhóis são oros (ouros), copas, bastos (paus) e espadas. Essas cartas são comprovadas na França nos séculos XVII e XVIII, quando os fabricantes de jogos de cartas franceses, especialmente de Thiers, os exportaram para a Espanha via Nantes. Depois de 1700, os fabricantes de cartas estabelecidos em Nantes também os fabricaram. Elas são em número de quarenta e oito: de 1 (Ás) a 9, o valete, o cavaleiro (ou dama) e o rei.
O desenho das cartas seguiu uma longa evolução, a ser fixada no início do século XIX. As cartas mais fortes do baralho (as luettes, as doubles e os ases), bem como algumas cartas fracas, apresentam retratos e símbolos característicos, portanto, o baralho de cartas é específico à regra d'aluette e, portanto, é vendido com esse nome. No entanto, nada impede que se jogue com um baralho espanhol comum se as cartas forem suficientemente conhecidas dos jogadores. E, como ressalta o Code des jeux, você pode a rigor jogar com um baralho de naipes francesas removendo os 10 e concordando com uma correspondência entre os naipes.

### Regras
A origem das regras do jogo d'aluette permanece desconhecida. Duas hipóteses se opõem:
- o jogo vem da Espanha e foi introduzido na França por marinheiros espanhóis em portos franceses do oeste (mas curiosamente o sudoeste da França não teria sido afetado e o jogo teria desaparecido da Espanha sem deixar rastros)
- o jogo nasceu no oeste da França; ele teria tomado como suporte os únicos mapas existentes no XVI 16 século e teria resistido à conversão generalizada para cartas francesas realizada no século XVIII.

As regras do jogo d'Aluette evoluíram ao longo dos séculos. A característica mais básica é que se trata de um jogo de vazas, sem trunfo e onde o naipe é indiferente (próximo, portanto, da bataille). O uso de expressões faciais é o traço mais visível do jogo, mas não o mais essencial. Jogos de cartas com regras muito diferentes as usam:
- o mus, um jogo basco conhecido desde o século XVIII, é jogado com um baralho espanhol de quarenta cartas;
- a brisca, um jogo espanhol (adaptado da brisque francesa), é jogado com um baralho espanhol de quarenta cartas;
- o watten, um jogo austríaco, é jogado com 36 cartas alemãs;
- o Truc y flou, jogo de cartas de origem aragonesa.

No entanto, o trut ou o truc, um jogo relatado no oeste da França desde o século XVI, também conhecido na Catalunha e na América do Sul (truco), compartilha com a aluette o mesmo mecanismo e a mesma estrutura de regras. É possível que esses dois jogos tenham um ancestral comum.

### Prática
A aluette é tradicionalmente praticado nas zonas rurais e costeiras entre a Gironda e o estuário do Loire, ou seja, na parte ocidental da zona de influência do patoá de Saintongeais e poitevin, e particularmente no seu centro, no departamento da Vendeia e no Pays de Retz até Saint-Nazaire  e na Bretanha  .Também era praticado em Saint-Pierre et Miquelon  .
Era disputado em famílias, em torneios , em associações  ou abundantemente em cafés até a década de 1960 . Ainda jogavasse no Brière e na península de Guérande . Ele também foi muito jogado nos portos de Cotentin, onde sua prática desapareceu.

## Regras do jogo

### Objetivo do jogo
- O jogo é disputado por quatro ou seis jogadores, em duplas ou equipes de três. A equipe vencedora é aquela que marca cinco pontos primeiro.
- Existe também uma variante em que jogamos três, cada jogador recebendo 12 cartas em vez de 9, de modo a deixar apenas 12 no maço. Neste caso, cada jogador joga individualmente, sem ser um membro de equipe.
- Cada partida consiste em nove vazas (rodadas). As cartas das vazas obtidas são contabilizadas individualmente e não por equipe. No final da partida, o jogador que coletou mais vazas obtem um ponto para sua equipe. Se dois jogadores tiverem o mesmo número de vazas, o primeiro jogador a atingir esse número de vazas ganha a partida.

### As cartas
|  |  |
|  |  |

Os quatro naipes (ouros, copas, espadas, paus) têm a mesma força e não há trunfo.
As quarenta e oito cartas, da mais forte para a mais fraca, se enquadram em quatro categorias:
As "luettes":
- Senhor / Monsieur (3 de ouros)
- Senhora / Madame (3 de copas)
- O caolho / Le borgne (2 de ouros)
- A vaca / La vache (2 de corte)

As "doubles":
- Grande Nove / Grand Neuf (9 de copas)
- Pequeno Nove / Petit Neuf (9 de ouros)
- Dois de carvalho / Deux de chêne (2 de paus)
- Dois de escrita / Deux d'écrit ou "La Rochelle" [11] (2 de espadas)

16 figuras: ases, reis, damas (cavaleiros), valetes.
24 cartas fracas (as "bigailles"): de 9 a 3 (exceto 3 de ouros, 3 de copas, 9 de copas e 9 de ouros). Deve-se notar que "bigaille” significa pequena moeda em pictavo-sântone e em galo .
O 5 de ouros é chamado de "bise-dur" (beijo-intenso), sem que a carta tenha qualquer valor particular. Representa um casal se beijando ou se abraçando, dependendo da época (de edição).

### Os sinais
Cada uma dessas cartas está associada a um mimetismo (existem variantes regionais) com o objetivo de tornar seu jogo conhecido por seu parceiro:
- Senhor (Monsieur): revire os olhos ou levante as sobrancelhas.
- Senhora (Madame): levante o canto dos lábios para um lado (ou incline a cabeça)
- O Caolho (Le Borgne): piscadela
- A Vaca (La Vache): beicinho
- Grande Nove (Grand Neuf): mostrar o polegar
- Pequeno Nove (Petit Neuf): mostrar o dedo mínimo
- Dois de carvalho (Deux de chêne): mostrar o indicador (ou levantar os dedos indicador e médio)
- Dois de escrita (Deux d'écrit ou La Rochelle): girar o polegar e o dedo indicador em direção à mesa como se fosse escrever, ou aponte os dedos indicador e médio para baixo
- Ás: abrir a boca (ou colocar a língua para fora ou bater levemente os dentes)

Os sinais mais usados costumam ser o Ás (abrir a boca ou dar quantas lambidas quiser), a Vaca (beicinho), o Caolho (piscar) e Senhor (sobrancelhas levantadas). Os outros são ditos com "acima de" (au-dessus), ou "abaixo" (au-dessous). Podemos usar "acima disso" (au-dessus de là-dessus) e "abaixo abaixo" (en dessous de là-dessous) para significar uma diferença de dois níveis com o sinal anunciado, às vezes combinado com"depois de" (après). Alguns fecham os olhos para indicar que estão com o Senhor e a Senhora.
Exemplos: ás, rei, dois de carvalho: (lamber) e anunciar "abaixo e acima" (en dessous et au-dessus de là-dessus). Dois de escrita e um ás: dedo mínimo (Pequeno Nove/Petit Neuf), e anunciar "abaixo abaixo e abaixo depois" (en dessous de là-dessous et en dessous après).
Uma mão fraca ou muito fraca é indicada pelo sinal de "miséria" (misére), que consiste em levantar mais ou menos o ombro ou fazer uma careta. Se o parceiro não estiver em melhor situação, a equipe pode decidir dar o ponto sem jogar.

### Curso do jogo
- As cartas são distribuídas de três em três, ou seja, nove cartas para cada jogador e restando doze para o "maço".
- Se a chamada variante do "canto" for praticada e os quatro jogadores concordam, as doze cartas do maço são compartilhadas entre os dois jogadores à esquerda do carteador. Eles então devolvem seis cartas de sua escolha ao maço.
- Os jogadores podem anunciar seu jogo para seus parceiros realizando discretamente as expressões faciais combinadas e tentando ver os oponentes. Muitas vezes existe um líder (aquele que tem mais jogo ou aquele que sabe jogar melhor) e um liderado na mesma equipe.
- Jogamos no sentido horário. O jogador à esquerda do carteador começa e os jogadores então jogam nove rodadas (vazas). Não há obrigação de assistir ao naipe, nem de licitar (apostar valores). Quem quer que vença a vaza joga novamente. Conversa-se muito durante o jogo, às vezes para dizer ao nosso parceiro que carta jogar. Uma expressão frequentemente usada é "forçar», que consiste em testar o adversário com uma carta de valor médio (bigaille ou ás).
- Jogo de "podre" ou jogo de"tanto": quando as duas maiores cartas de uma vaza têm o mesmo valor (por exemplo, dois ases ou dois reis), a vaza não é para ninguém (é "podre"). Coloca-se sobre o maço e o mesmo jogador começa. Para o quarto jogador da vaza, a vantagem dessa técnica é por um lado não perder uma carta boa para fazer uma vaza composta de cartas baixas, sem deixar a vaza para o adversário, e por outro lado "ver chegando", Ou seja, forçar o oponente a repetir e, portanto, descobrir o seu jogo. Esta técnica de jogo muitas vezes revela a vontade do jogador de fazer "mordienne".

Mordienne
- Fazer "mordienne" é vencer ganhando consecutivamente pelo menos as três últimas rodadas (vazas) sem ter capturado nenhuma vaza antes e sem que uma das últimas vazas tenha sido podre. Por exemplo, se os outros três jogadores fizeram duas vazas cada um, o jogador que venceu as três últimas vazas faz "mordienne".
- A intenção de mordienne é anunciada a seu parceiro e mordendo o lábio.
- Uma mordienne vale dois pontos. Se foi anunciado em voz alta no início da rodada, pode ser aceito ou recusado pela equipe adversária: se aceito, o jogo é disputado em dez pontos e o vencedor ganha dois pontos; se recusada, a rodada não é jogada e o anunciante marca um ponto.

## Interesse do jogo
[carece de fontes?]
- o exotismo do jogo de cartas, por ser o único jogo disputado na França com cartas de naipes espanhóis e muitas figuras são específicas d'aluette;
- a originalidade da declaração do jogo por mímicas;
- a sociabilidade das partidas, consequência das mímicas e da total liberdade de expressão durante a partida as partidas.

Observando o ressurgimento dos jogos de tabuleiro a partir do final da década de 1990, podemos estimar que a aluette poderia encontrar seu lugar junto ao público entre o Tarot e o Jungle Speed, por exemplo.
Catégorie:Article à référence nécessaire
Catégorie:Article à référence nécessaire
No filme Habemus Papam (2011) de Nanni Moretti, os cardeais jogam cartas com um jogo de alu.

## Exemplo
| Variante | Espadas | Copas | Ouros | Paus |
| -------- | ------- | ----- | ----- | ---- |
| Aluette  |         |       |       |      |

As imagens a seguir são de um baralho d'aluette editado por Grimaud na 2a metade do século XIX:
|         | Ás | 2 | 3 | 4 | 5 | 6 | 7 | 8 | 9 | Valete | Cavaleiro | Rei |
| ------- | -- | - | - | - | - | - | - | - | - | ------ | --------- | --- |
| Paus    |    |   |   |   |   |   |   |   |   |        |           |     |
| Ouros   |    |   |   |   |   |   |   |   |   |        |           |     |
| Espadas |    |   |   |   |   |   |   |   |   |        |           |     |
| Copas   |    |   |   |   |   |   |   |   |   |        |           |     |

#### Etimologia e linguagem
- Pierre Rézeau, Dictionnaire du français régional de Poitou-Charentes et de Vendée, Éditions Bonneton, Paris, 1990
- Michel Gautier e Dominique Gauvrit, Une autre vendée capítulo XXVIII, Éditions du Cercle d'Or, Les Sables d'Olonne, 1981 (restituição de muitas expressões de patoás usadas no jogo)

#### Regras
- Revue du Bas-Poitou, volume XVIII, Fontenay le Comte, 1907;
- Claude Aveline, Le Code des jeux, Hachette, Paris, 1961;
- JM Simon, Règle du de cartes d'aluette, Grimaud, Paris, 1969;
- Alain Borvo, Découvrez l'aluette dans Jeux et Stratégie, no 4, agosto-setembro 1980, p. 22-25.

#### Origens e evolução
- Alain Borvo, Anatomie d'un jeu de cartes - l'aluette ou le jeu de la vache, Librairie nantaise Yves Vachon, Nantes, 1977
- Alain Borvo, Descubra Aluette em Jeux et Stretégie, no 4, agosto 1980
- Jean-Marie Lhôte, Dictionnaire des jeux de société, Flammarion, Paris, 1996
- Jean-Pierre Simon, Les Jeux de la Loire, Corsaire, Orléans, 2017